# 恩智中町
恩智中町（おんぢなかまち）は、大阪府八尾市の地名。現行行政地名は恩智中町一丁目から恩智中町五丁目。住居表示は未実施。
広義の恩智地区（旧大字恩智）は昭和56年（1981年）の町名地番改正時に恩智北町、恩智中町、恩智南町、大字恩智に細分された。恩智中町は平地寄りの中央に当たる。

## 歴史
令制国一覧 > 畿内 > 河内国 > 高安郡 > 恩智村ほか

## 地理
恩智地区の旧集落は当地を中心に分布している。恩智地区の施設・旧跡は当地に集中している。

## 世帯数と人口
2020年（令和2年）3月31日現在（八尾市発表）の世帯数と人口は以下の通りである。
| 丁目           | 世帯数    | 人口    |
| -------------- | --------- | ------- |
| 恩智中町一丁目 | 221世帯   | 441人   |
| 恩智中町二丁目 | 521世帯   | 1,204人 |
| 恩智中町三丁目 | 567世帯   | 1,173人 |
| 恩智中町四丁目 | 174世帯   | 413人   |
| 恩智中町五丁目 | 183世帯   | 406人   |
| 計             | 1,666世帯 | 3,637人 |

### 人口の変遷
国勢調査による人口の推移。
| 1995年（平成7年）  | 4,333人 | [ 5 ] |  |
| 2000年（平成12年） | 4,130人 | [ 6 ] |  |
| 2005年（平成17年） | 3,958人 | [ 7 ] |  |
| 2010年（平成22年） | 3,905人 | [ 8 ] |  |
| 2015年（平成27年） | 3,657人 | [ 9 ] |  |

### 世帯数の変遷
国勢調査による世帯数の推移。
| 1995年（平成7年）  | 1,427世帯 | [ 5 ] |  |
| 2000年（平成12年） | 1,409世帯 | [ 6 ] |  |
| 2005年（平成17年） | 1,433世帯 | [ 7 ] |  |
| 2010年（平成22年） | 1,476世帯 | [ 8 ] |  |
| 2015年（平成27年） | 1,446世帯 | [ 9 ] |  |

## 学区
市立小・中学校に通う場合、学区は以下の通りとなる（2020年5月時点）。
| 丁目           | 番                                                                           | 小学校               | 中学校               |
| -------------- | ---------------------------------------------------------------------------- | -------------------- | -------------------- |
| 恩智中町一丁目 | 42・91～99番地 104～111・120～126番地 144～150・159番地 160・226～263番地    | 八尾市立曙川東小学校 | 八尾市立曙川南中学校 |
| 恩智中町一丁目 | 1～41・43～90番地 100～103・112～119番地 127～143・151～158番地 161～225番地 | 八尾市立南高安小学校 | 八尾市立南高安中学校 |
| 恩智中町二丁目 | 全域                                                                         | 八尾市立南高安小学校 | 八尾市立南高安中学校 |
| 恩智中町三丁目 | 全域                                                                         | 八尾市立南高安小学校 | 八尾市立南高安中学校 |
| 恩智中町四丁目 | 全域                                                                         | 八尾市立南高安小学校 | 八尾市立南高安中学校 |
| 恩智中町五丁目 | 全域                                                                         | 八尾市立南高安小学校 | 八尾市立南高安中学校 |

## 事業所
2016年（平成28年）現在の経済センサス調査による事業所数と従業員数は以下の通りである。
| 丁目           | 事業所数  | 従業員数 |
| -------------- | --------- | -------- |
| 恩智中町一丁目 | 61事業所  | 317人    |
| 恩智中町二丁目 | 47事業所  | 205人    |
| 恩智中町三丁目 | 16事業所  | 47人     |
| 恩智中町四丁目 | 10事業所  | 40人     |
| 恩智中町五丁目 | 19事業所  | 58人     |
| 計             | 153事業所 | 667人    |

## 施設・旧跡
- 近鉄恩智駅（1丁目）
- 八尾恩智郵便局（1丁目）
- 天理教中河内大教会（2丁目）
- 恩智神社頓宮（3丁目）
遷座前の旧社地にあり、「天王の杜」と呼ばれている。
- 萩原家住宅（3丁目）
江戸時代に河内木綿問屋を営んでいた古民家。母屋は大和棟で茅葺屋根だったが、2018年（平成30年）に喫茶店『茶吉庵』をオープンするにあたり、修復するとともに桟瓦屋根に改修された。国登録有形文化財[14]。
- 来恩寺（4丁目）
融通念仏宗の寺院。河内西国霊場第11番札所。
- 恩智神社（5丁目）
河内国二宮で、名神大社。
- 感応院（5丁目）
真言宗の寺院。河内西国霊場第12番札所。
- 恩智城址（5丁目）
かつての恩智氏の居城跡。東高野街道すぐ東の高台上にある。現在は児童公園になっており、桜の名所でもある。明治初期には南高安小学校の前身である恩智小学校が設置された。
- 恩智左近墓（5丁目）
- シュミイ地蔵（5丁目）
東高野街道沿いの恩智城址への登り口脇にある地蔵で、高さ136cm花崗岩に陽刻されている。地元恩智の有志が菩堤追善のために建立したもの。

### コミュニティセンター
- 八尾市役所南高安出張所・南高安コミュニティセンター（4丁目）

## 交通

### 主要道路
- 国道170号線（大阪外環状線、東高野街道）
- 大阪府道15号八尾茨木線

### 鉄道
- 近鉄大阪線 恩智駅

## ギャラリー

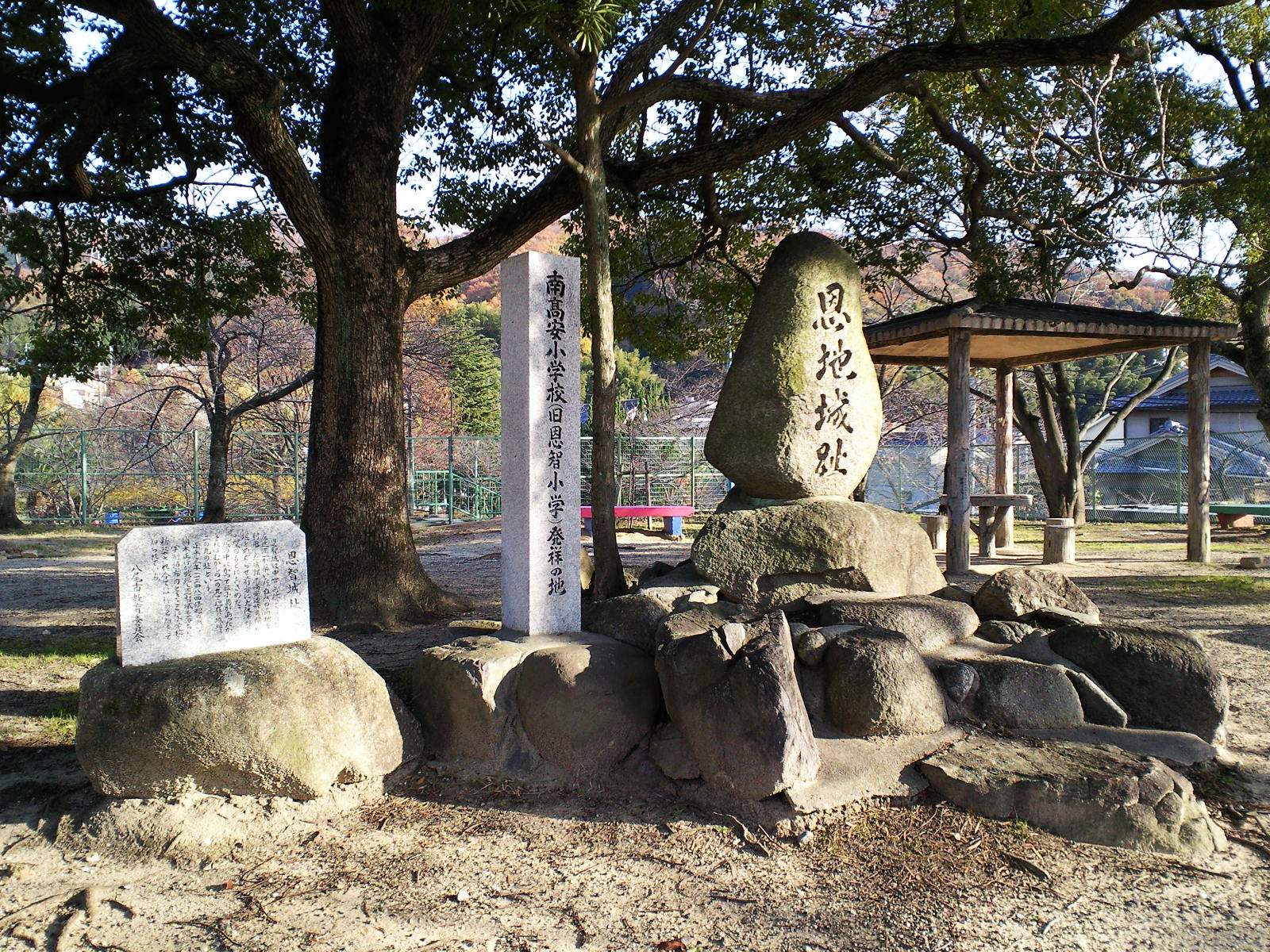
恩智城址碑と恩智小学校跡碑
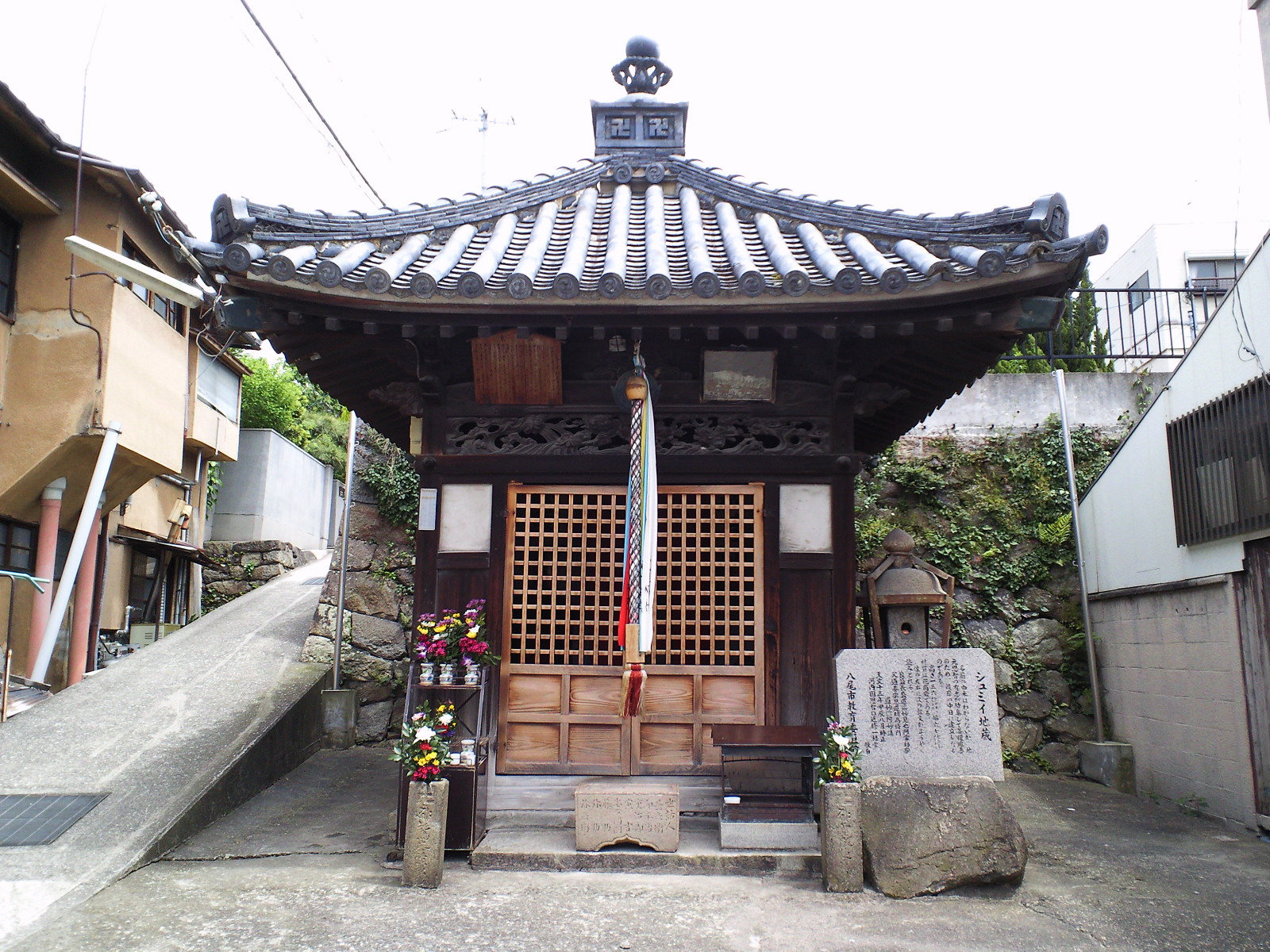
シュミイ地蔵
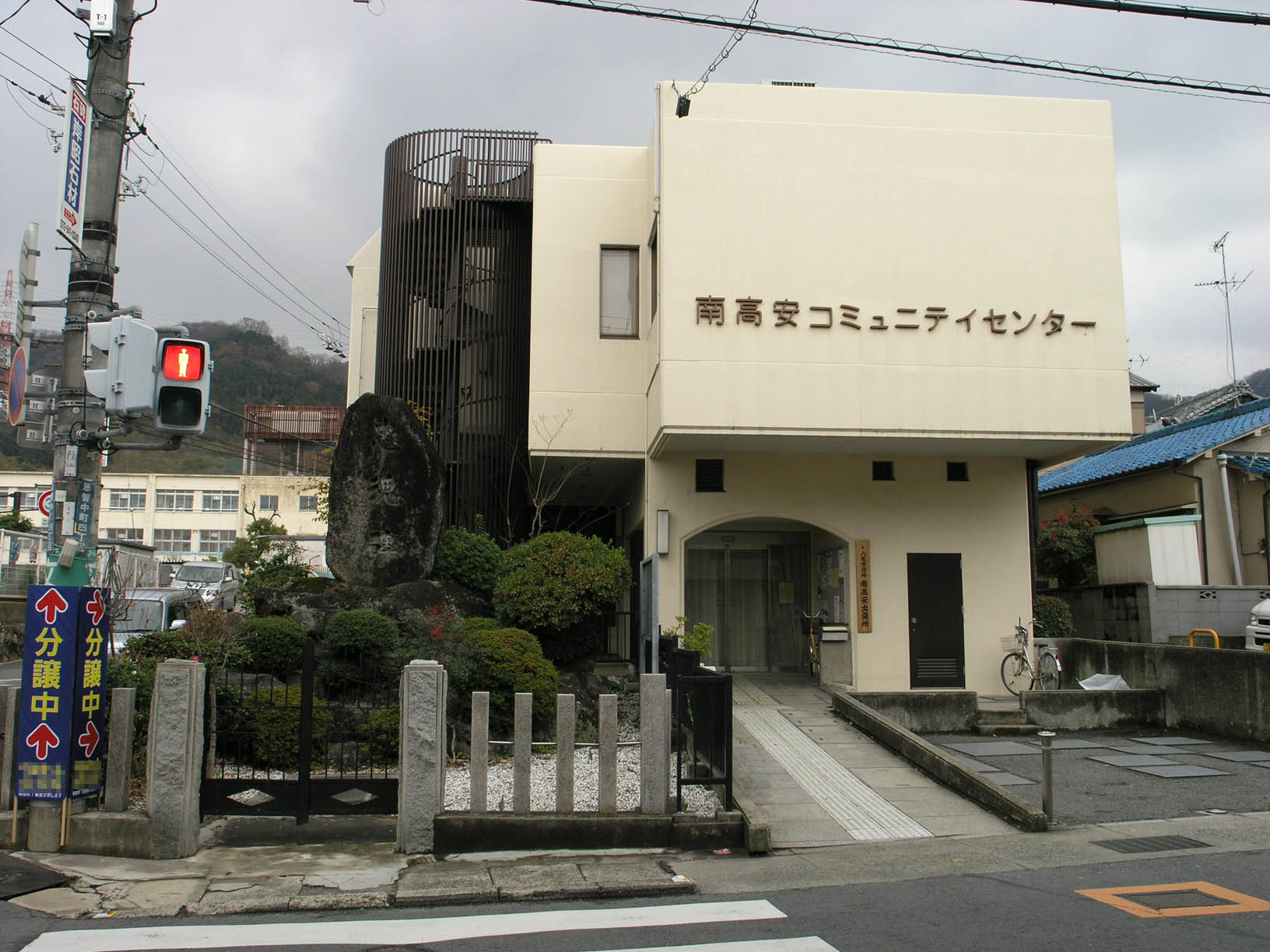
南高安コミュニティセンター（市役所南高安出張所）
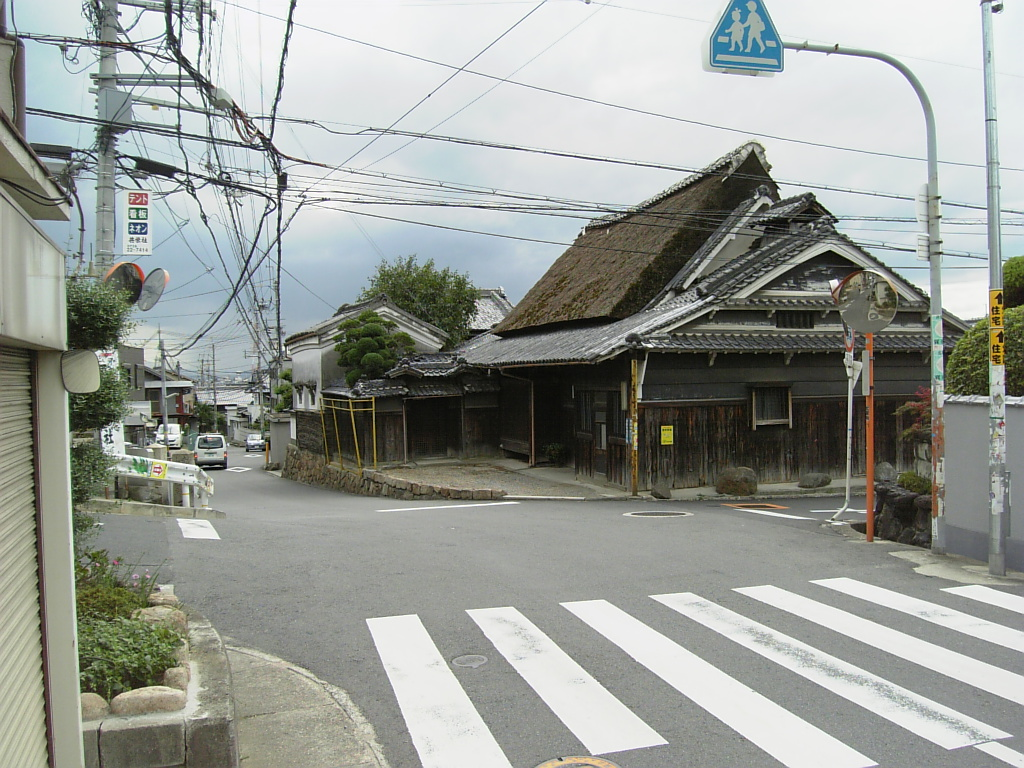
萩原家住宅（改修前の茅葺き屋根）
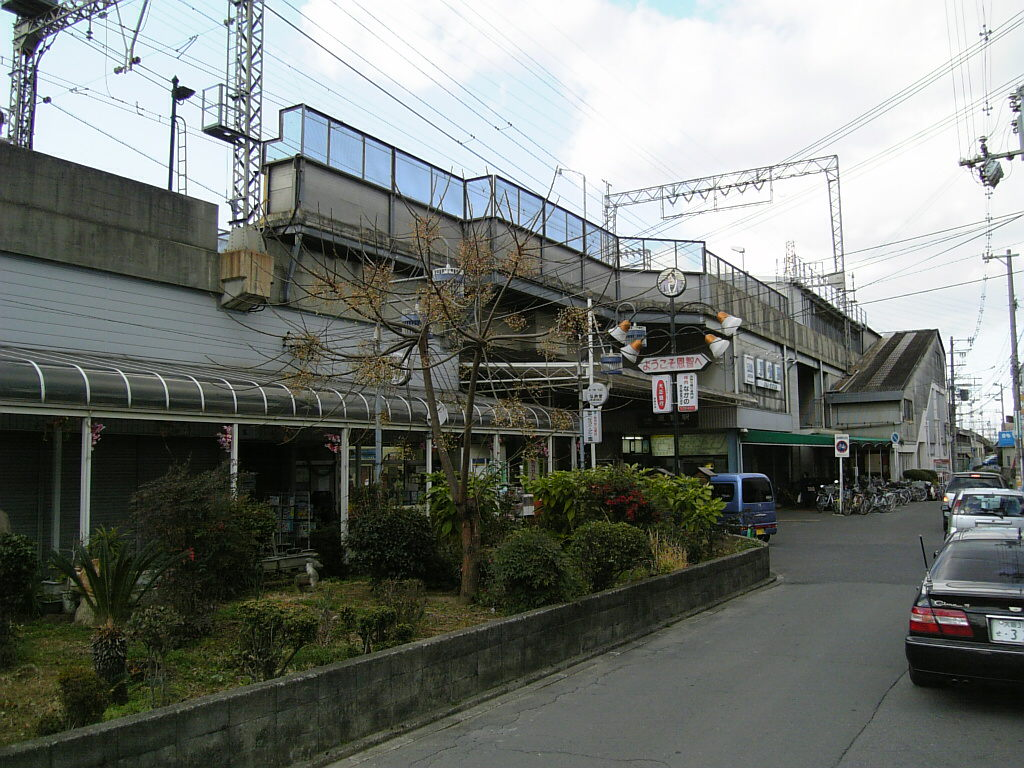
恩智駅

## その他

### 日本郵便
- 郵便番号 : 581-0883[2]（集配局：八尾郵便局[15]）。